# Police Gazette
Police Gazette; or, Hue and Cry (рус. Полицейская газета, или «Лови! Держи!» — газета, выпускавшаяся в Лондоне (Великобритания) в 1797—1810, 1828 и 1830—1840. Содержала объявления о розыске и приметы разыскиваемых преступников, сведения о местах совершения преступления, сбежавших преступниках.

## Название
Своё название газета получила из следующего обстоятельства: в старину в Англии, если было совершено преступление, то все жители местности, где оно было совершено, были обязаны участвовать в поимке преступника. Если преступник скрывался, на всё население налагался штраф. Погоня за преступником обычно сопровождалась криками «Хью энд Край!», что и вылилось в название газеты.